# Jiří Němeček
Jiří Němeček (6. května 1923, Praha – 15. ledna 1996, Praha) byl český herec. Jednalo se o herce, jenž disponoval velmi pěknou dikcí a osobitě kultivovaným vystupováním, o muže, jenž velmi často hrával role mužů uhlazeného chování a intelektuálského vystupování. (Výjimkou je např. role imperialistického agenta – lidské trosky v epizodě seriálu Třicet případů majora Zemana Vrah se skrývá v poli).

## Filmografie, výběr

### Film
- 1949 Revoluční rok 1848
- 1951 Mikoláš Aleš
- 1952 Divotvorný klobouk
- 1954 Botostroj
- 1955 Strakonický dudák
- 1955 Návštěva z oblak
- 1955 Rudá záře nad Kladnem
- 1956 Advent
- 1959 Letiště nepřijímá
- 1959 105 % alibi
- 1961 Hledá se táta
- 1962 Transport z ráje
- 1963 Král Králů
- 1966 Slečny přijdou později
- 1967 Pět holek na krku
- 1967 Přísně tajné premiéry
- 1943 Vysoká modrá zeď
- 1974 Zbraně pro Prahu
- 1974 Za volantem nepřítel
- 1975 Osvobození Prahy
- 1976 Holka na zabití
- 1978 Past na kachnu
- 1980 Jak napálit advokáta
- 1983 Pasáček z doliny
- 1987 Zuřivý reportér
- 1989 Kainovo znamení
- 1994 Nexus

### Televize
- 1974 30 případů majora Zemana (TV seriál)[zdroj?]
- 1975 Vrah se skrývá v poli (10. epizoda seriálu Třicet případů majora Zemana)
- 1986 Synové a dcery Jakuba skláře (TV seriál)
- 1992 Náhrdelník (TV seriál)
- 1992 Správná šestka (TV seriál)
- 1994 Bylo nás pět (TV seriál)

## Rozhlas
- Láska vše zachrání (1986); účinkovali: Marek Eben, Jana Synková, Jan Přeučil, Adolf Kohuth, Blanka Blahníková, Jiří Hálek, Jiří Sovák, Libuše Havelková, Jiří Lábus, statkář: Jiří Němeček, Petr Popelka; hudba: Miroslav Kořínek; režie: Jan Schmid